# لوان کوبیاشویلی
لِوان کوبیاشویلی (به گرجی: ლევან კობიაშვილი) (زاده ۱۰ ژوئیه ۱۹۷۷) یک بازیکن حرفه ای سابق فوتبال و رئیس کنونی فدراسیون فوتبال گرجستان است. وی هم‌اکنون به عنوان نماینده دوره نهم مجلس گرجستان نیز فعالیت می‌کند.
کوبیاشویلی در دوران ابتدایی بازیکنی اش هافبک و مدافع بود. وی درطول دوران حرفه فوتبال، در باشگاه‌های داخلی گوردا روستاوی، دینامو تفلیس و آلانیا ولادیکاوکاز و سه باشگاه آلمانی فرایبورگ، شالکه ۰۴ و هرتابرلین بازی کرد.

در اکتبر ۲۰۱۵ وی به ریاست فدراسیون فوتبال گرجستان انتخاب شد. همچنین وی توانست در سال ۲۰۱۶ به مجلس گرجستان راه یابد.
کوبیاشویلی دارای بیشترین بازی ملی برای تیم ملی فوتبال گرجستان است. وی در ۱۰۰ بازی ملی حاضر شد.

کوبیاشویلی دوبار درسال‌های ۲۰۰۰ و ۲۰۰۵ به عنوان بهترین بازیکن سال گرجستان انتخاب شد.

## زندگی شخصی
کوبیاشویلی متأهل و دارای دو فرزند به نام‌های نیکولوز (زاده ۱۹۹۹) و سالومه (زاده ۲۰۰۷) است.